# Чакола
Чакола — деревня в Пинежском районе Архангельской области России. Входит в состав Пиринемского сельского поселения. Основана в XII веке.

## География
Деревня Чакола находится в среднем течении реки Пинега, на левом берегу. До районного центра Карпогоры — 70 км. Через деревню проходит автодорога «Пинега — Чакола — Веегора — Усть-Чуласа — Лешуконское». На юг от деревни отходит автодорога «Чакола — Шеймогоры — Пиринемь — Чешегора — Карпогоры».

## История
Чакола — одно из древнейших селений по реке Пинеге. Почти одновременно с Кевролой срубили новгородцы городок на Чаколе, это было второе опорное укрепление на Пинеге. Новгород настойчиво боролся за них с Москвой и в середине XV века несколько раз отвоевывал их обратно. Тогда новгородцы сожгли Кевролу, и «с Чаколского городка откуп взяв… пограбили, а… волости все поотоймали за собя». Тут, значительно позже, укрылись новгородские бояре после того, как Новгород был разрушен Иваном Грозным в 1570 году.

### Чакольский приход
Приход располагался по берегам р. Пинеги. Храм находился в селении Чакольском. Это селение было завещено московским великим князем Иоанном III в пользу старшего сына Василия. Приход был образован в 1652 году. Храм во имя Великомученицы Екатерины строился с 1853 года, освящен в 1856 г.(1897 г.) Деревянная церковь, обшитая тесом, построенная в санкт-петербургским купцом А. К. Глазер. Пятиглавый четверик с трапезной и колокольней. Закрыта не позже 1930-х, венчания сломаны. Колокольня использовалась как хлебопекарня, с 2000-х заброшена.
Приписные церкви: во имя Преображения Господня в Ламбасской местности (3 версты от прих. храма), построена в 1881 г., освящена в 1883 г.; во имя апостолов Петра и Павла в с. Заозерском (12 в.), построена и освящена в 1856 г. Часовни: в д. Въегорской (2 в.); в д. Водогорской (2 в.); в д. Юберской (7 в.); в д. Высокогорской (9 в.)Жертвователи: Елизавета Феодотова в 1882 г. пожертвовала 100 руб. в пользу церквей и причта за поминовение её мужа Стефана, диакона Кеврольского прихода. Священники: Феофилакт упом. в 1610—1612 г.г.; Евстратий 1771 г. (был десятским); Козьма Иевлев 1859 г. (был благочинным); Андрей Покровский 1887,1891 г.г.

## Население
| 2002 | 2010 | 2012 |
| ---- | ---- | ---- |
| 175  | ↘98  | ↗153 |

Численность населения деревни, по данным Всероссийской переписи населения 2010 года, составляла 98 человек. В 2009 году числилось 166 человек.

## Известные жители
Мари́я Дми́триевна Кривополе́нова (31 [19] марта 1843, деревня Усть-Ежуга, Пинежского уезда, Архангельской губернии — 2 февраля 1924, д. Веегора, Пинежского уезда, Архангельской губернии — русская сказительница, песенница, сказочница.
В метрической книге Чакольского прихода Пинежского уезда, по церкви святой великомученицы Екатерины была сделана запись: «Устьежугской государственной деревни Дмитрий Никифоров Кабалин и законная жена его Агафья Тимофеевна, оба православного вероисповедания: родилась дочь Мария 19 марта 1843 года…». Скончалась Мария Дмитриевна Кривополенова 2 февраля 1924 года в деревне Веегора Пинежского уезда, похоронена в деревне Чакола.

### Карты
- Топографическая карта Q-38-137,138. Карпогоры